# Приз за лучший фильм (Шанхайский кинофестиваль)
«Золотой Кубок» (кит. упр. 金爵奖, пиньинь Jin Jue, англ. Golden Goblet) — высшая награда Шанхайского кинофестиваля, вручаемая за лучший фильм международного (основного) конкурса. 

## Лауреаты премии «Золотой кубок»
| Год  | Фильм                                                                             | Оригинальное название                                                             | Режиссёр                                                                          | Страна                                                                            |
| ---- | --------------------------------------------------------------------------------- | --------------------------------------------------------------------------------- | --------------------------------------------------------------------------------- | --------------------------------------------------------------------------------- |
| 1993 | Холм, откуда нет возврата                                                         | 无言的山丘 Wu yan de shan qiu                                                     | Ван Тун                                                                           | Китайская Республика                                                              |
| 1995 | Прерванное молчание                                                               | Broken Silence                                                                    | Вольфганг Панцер                                                                  | Швейцария                                                                         |
| 1997 | В краю лесов                                                                      | The Woodlanders                                                                   | Фил Эгленд                                                                        | Великобритания                                                                    |
| 1999 | Пропаганда                                                                        | Propaganda                                                                        | Синан Четин                                                                       | Турция                                                                            |
| 2001 | Опасная правда (Антимонополия)                                                    | Antitrust                                                                         | Питер Хауитт                                                                      | США                                                                               |
| 2002 | Шоу «Жизнь»                                                                       | Life Show                                                                         | Хо Цзяньци                                                                        | Китай                                                                             |
| 2003 | Кинофестиваль был отменён из-за эпидемии атипичной пневмонии                      | Кинофестиваль был отменён из-за эпидемии атипичной пневмонии                      | Кинофестиваль был отменён из-за эпидемии атипичной пневмонии                      | Кинофестиваль был отменён из-за эпидемии атипичной пневмонии                      |
| 2004 | Tradition Of Lover Killing                                                        | Rasm-e ashegh-koshi                                                               | Хосро Масуми                                                                      | Иран                                                                              |
| 2005 | Деревенский фотоальбом                                                            | The Village Album                                                                 | Мицухиро Михара                                                                   | Япония                                                                            |
| 2006 | Четыре минуты                                                                     | Vier Minuten                                                                      | Крис Краус                                                                        | Германия                                                                          |
| 2007 | Всё идёт по плану                                                                 | Frei nach Plan                                                                    | Франциска Мелецки                                                                 | Германия                                                                          |
| 2008 | Муха                                                                              | —                                                                                 | Владимир Котт                                                                     | Россия                                                                            |
| 2009 | Оригинал                                                                          | Original                                                                          | Антонио Тублен и Александр Брондстед                                              | Дания / Швеция                                                                    |
| 2010 | Поцелуй меня ещё раз                                                              | Baciami ancora                                                                    | Габриэле Муччино                                                                  | Италия                                                                            |
| 2011 | Без бюстгальтера                                                                  | Hayde Bre                                                                         | Орхан Огуз                                                                        | Турция                                                                            |
| 2012 | Медведь                                                                           | Khers                                                                             | Хосро Масуми                                                                      | Иран                                                                              |
| 2013 | Майор                                                                             | —                                                                                 | Юрий Быков                                                                        | Россия                                                                            |
| 2014 | Маленькая Англия                                                                  | Μικρά Αγγλία                                                                      | Пантелис Вулгарис                                                                 | Греция                                                                            |
| 2015 | Никогда в жизни                                                                   | Jamais de la vie                                                                  | Пьер Жоливе                                                                       | Франция / Бельгия                                                                 |
| 2016 | Дэлань                                                                            | 德兰 (De Lan)                                                                     | Лю Цзе                                                                            | Китай                                                                             |
| 2017 | Педикаб                                                                           | Pauwi na                                                                          | Паоло Виллалуна                                                                   | Филиппины                                                                         |
| 2018 | За вратами рая                                                                    | Out Of Paradise                                                                   | Батбайяр Чогсом                                                                   | Швейцария / Монголия                                                              |
| 2019 | Замок мечты                                                                       | Castle of Dream                                                                   | Реза Миркарими                                                                    | Иран                                                                              |
| 2020 | Кинофестиваль проводился, но вручение наград был отменено из-за пандемии COVID-19 | Кинофестиваль проводился, но вручение наград был отменено из-за пандемии COVID-19 | Кинофестиваль проводился, но вручение наград был отменено из-за пандемии COVID-19 | Кинофестиваль проводился, но вручение наград был отменено из-за пандемии COVID-19 |
| 2021 | Маньчжурский тигр                                                                 | 东北虎                                                                            | Гэн Цзюнь                                                                         | Китай                                                                             |
| 2022 | Кинофестиваль не проводился в связи с продолжающейся пандемией COVID-19           | Кинофестиваль не проводился в связи с продолжающейся пандемией COVID-19           | Кинофестиваль не проводился в связи с продолжающейся пандемией COVID-19           | Кинофестиваль не проводился в связи с продолжающейся пандемией COVID-19           |
| 2023 | 658 км, путешествие Ёко                                                           | 658km、陽子の旅                                                                   | Кадзуёси Кумакири                                                                 | Япония                                                                            |
| 2024 | Развод                                                                            | Талақ                                                                             | Данияр Саламат                                                                    | Казахстан                                                                         |